# 吉村午良
吉村 午良（よしむら ごろう、1926年（大正15年）2月13日 - 2007年（平成19年）5月7日）は日本の政治家・官僚。元長野県知事（在職期間：1980年（昭和55年） - 2000年（平成12年））。旧名は吾朗であり、改名は姓名判断に凝っている夫人の勧めで行われた。

## 来歴
新潟県長岡市生まれ。長野市立鍋屋田尋常小学校（現：長野市立鍋屋田小学校）、旧制長野中学校（現：長野県長野高等学校）、東京大学法学部を卒業後、自治省（現：総務省）へ入省。1948年（昭和23年）に長野県厚生課に出向し、児童課、林政課、振興課、厚生課の各課長を経て、1957年（同32年）宮城県庁に転じ、1961年（同36年）自治省会計課長補佐、1962年（同37年）総理府統計局経済課長となり、1965年（同40年）自治大臣官房調査官から、長野県総務部長に再出向した。
1970年（同45年）県公営企業管理者、1971年（同46年）副知事を経て、1980年（同55年）に西沢権一郎の脳溢血による病気辞任（辞任後に死去）を受けて、知事選挙に出馬し初当選。

## 長野県知事時代
1998年（平成10年）冬季の長野オリンピック招致では、コクドグループと共に積極的に推進した。軽井沢プリンスホテル西館竣工パーティーなどのプリンス系列の建築物が完成する度に出向いて、テープカットなどのセレモニーにはほとんど欠かさずに参加していた。しかしこれらは公費、つまり税金を使って出張しており、またコクドによる大日向ゴルフ場建設において贈収賄疑惑で検察が捜査を進めていた。
長野オリンピックでは組織委員会の副会長を務めたが、様々な失言・迷言で物議を醸した。1997年（平成9年）1月6日の知事の定例会見中、競技種目であるスピードスケートについて「水すましのようで、見ていてつまらないね。」と発言し、批判を受けて1月9日に日本スケート連盟に謝罪したり、オリンピック開催時にスキージャンプ・ノーマルヒル競技では警備の都合で厳しい交通規制が引かれた結果、多くの観客が開始時間に間に合わずに遅れてしまう事態になってしまったにも拘らず、吉村は組織委員会の非を一切認めないどころか、「ジャンプは遠くからでも見える」と被害にあった観客を逆撫でする失言をした為、この無神経な発言に激怒した観客から民事裁判で訴えられた結果、組織委員会の敗訴は確定している。
2000年（平成12年）10月25日に5期20年の任期を終えて知事を退任。知事を長期に渡って務めていた為、退職金は退任時に1億8400万円、総額で2億3692万円を受け取っており、金額ベースでは日本の都道府県知事が受け取った退職金総額で歴代1位という記録を打ち立てた。
また、田中康夫が初当選を果たした2000年（平成12年）の知事選挙では副知事を務めていた池田典隆を推薦、自身の後継者として支援したものの落選。更に2002年（平成14年）に行われた田中の知事不信任決議を受けた知事選挙でも弁護士で既存組織・団体が推薦した長谷川敬子を応援したが、再び田中に敗れた。
1991年（平成3年）4月に開局した、長野朝日放送の開局にも尽力した。
知事の他、県道路公社、林業公社、観光開発公社、中小企業振興公社、社会福祉事業団の各理事長や各種団体の会長等を兼任した。
2002年（平成14年）勲一等瑞宝章を受章。2007年（平成19年）5月、心不全のため、長野市の病院で死去。81歳没。